# Белозерское княжество

Белозерское княжество на карте Северо-Восточной Руси (XIII век)

Белозе́рское кня́жество — русское удельное княжество в бассейне реки Шексна и в районе озёр Белое и Кубенское в XIII—XV веках. Столица — город Белоозеро (ныне Белозерск). Кроме Белоозера на территории княжества был один город — Устюжна, а также многие крупные сёла, такие как Борисово-Судское, Белое, Ёрга, Липин Бор.

## История

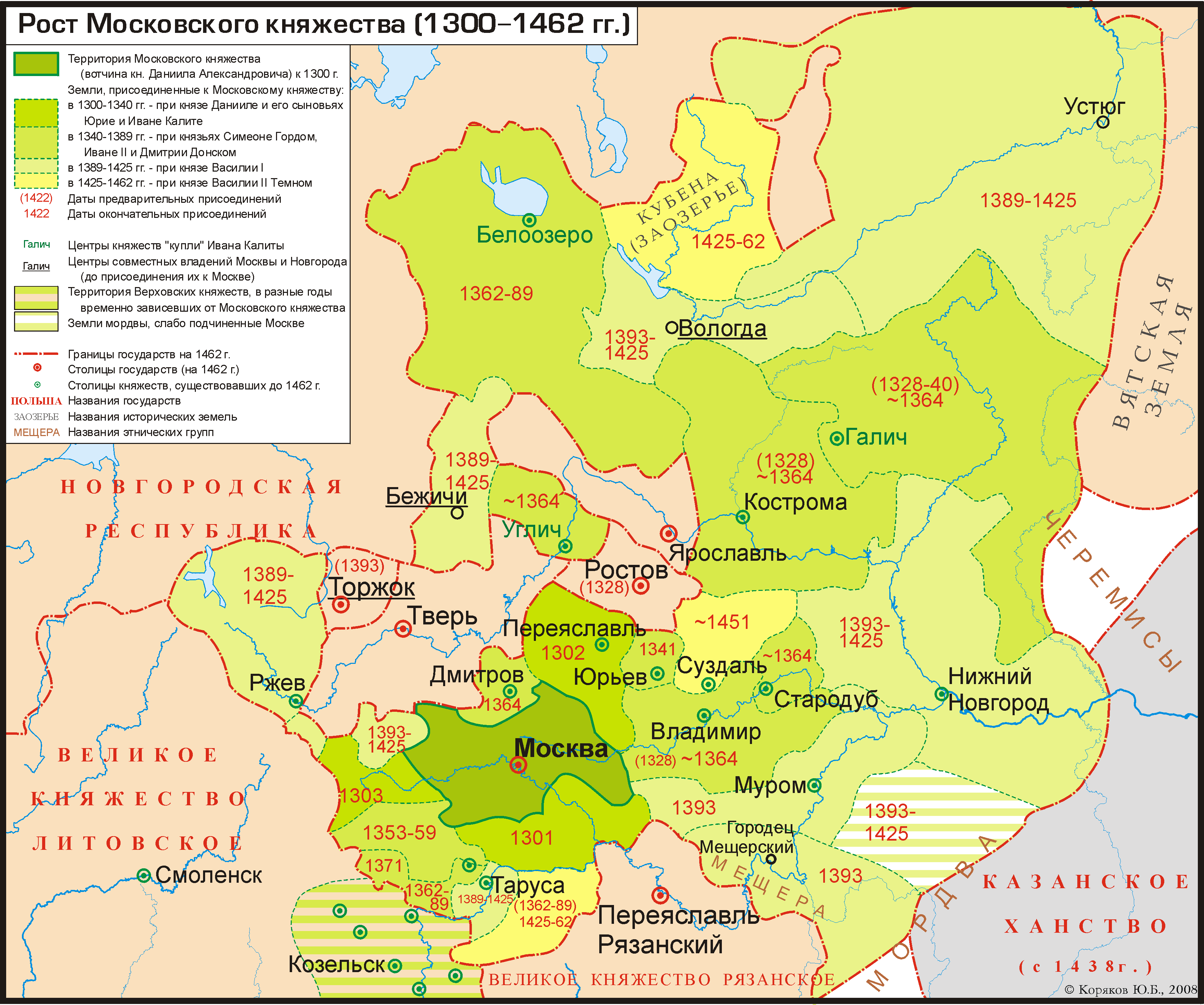
Расширение Московского княжества в 1300—1462 годах

Время основания Белозерска неизвестно, но по летописям это было до призвания князей Рюриковичей, в котором участвовала и весь, населявшая тогда Белозерский край. Из призванных братьев-князей средний, Синеус, сел на Белоозере, где первыми насельниками была весь. После смерти Синеуса Белозерское княжество переходит Рюрику, который передаёт его в управление «княжего мужа» или наместника. Значение Белозера выясняется уже при первом преемнике Рюрика: в 907 году Олег, по мирному договору, требует с греков «укладов», наряду с другими городами и на Белоозеро. По смерти Ярослава Владимировича в 1054 году Ростов вместе с Суздалем и Белоозером достался Всеволоду Ярославовичу, в роду которого постоянно и находился. В 1207 году Всеволод Юрьевич (Большое Гнездо) отдал Ростовскую область, а следовательно и Белоозеро, старшему сыну Константину. Константин Всеволодович перед смертью в 1219 году разделил Ростовскую область между своими сыновьями следующим образом: старшему Васильку он отдал Ростов и Белоозеро, Всеволоду — Ярославль, Владимиру — Углич.
В 1238 году, после смерти Василько Константиновича, ростовский стол перешёл к его старшему сыну Борису Васильковичу, а Белозерское княжество отделилось от Ростовского. Первым самостоятельным белозерским князем стал младший сын Василько Глеб Василькович (правил в 1251—1277).
В 1278 году, после смерти Глеба  Васильковича, ростовский стол перешёл к его племяннику Дмитрию Борисовичу, а белозерский — к сыну Михаилу. В 1279 году двоюродный брат Михаила и племянник Глеба Дмитрий Борисович захватил Белозерское княжество. Изгнанный из удела, Михаил скитался неизвестно где, и только в 1286 году, при дележе Ростовского княжества между Дмитрием и Константином Борисовичами, ему вновь был предоставлен Белозерский удел. Михаил умер в 1293 году. Его наследник сын Фёдор, смог вступить во владение Белозерским княжеством в 1302 году, вероятно, с помощью Золотой Орды.
Между 1328 и 1338 годами Белозерское княжество было куплено московским князем Иваном Калитой. Около 1338 года Узбек-хан отнял у Калиты ярлык на Белозерское княжество и передал его представителю рода белозерских князей — Роману Михайловичу. После смерти Романа Михайловича территория княжества была разделена на два удела в пользу его сыновей — Фёдора и Василия. В 1352 году княжество пережило страшную эпидемию чумы, после чего город Белоозеро был перенесён на новое место (где существует и в наши дни, переименованный в 1777 году в Белозерск).
После гибели князя Фёдора в Куликовской битве 1380 года Белозерское княжество было присоединено к Москве. В 1389 году Дмитрий Донской, в своём духовном завещании, назначает Белозерский удел («куплю Ивана Калиты») сыну своему Андрею, князю Можайскому. По смерти Андрея Дмитриевича младший из двух сыновей его, Михаил, получил город Верею и удел Белозерский, которым владел до своей кончины (1485). Со смертью Михаила Андреевича оба удела его, по договору с великим князем Иваном III, сделались собственностью последнего и уже навсегда вошли в состав Московского государства.
Удел князя Василия, раздробившись на мелкие владения, оставался за его потомками до второй половины XVI века.
Среди вотчинников-вассалов местной династии известны фамилии: Монастырёвы, Лихаревы, Фёдоровы, Плещеевы, Карачаровы, Ильины, Степановы, Внуковы, Стогинины, Хромые.

## Гербы Белозерского княжества

### Герб на печати Ивана IV Грозного 1577/78г.
На печати изображена рыба (прим: породы карп).

#### Герб Белозерского княжества "Царский титулярник" 1672г.
В овале, две скрещенные рыбы (прим: карповых пород) с полумесяцем и крестом над ним. Вверху надпись - Белозерский.

##### Герб для Белозерских полков из гербовника Миниха 1729/30г.
Озеро белое, в нём две стерляди желтые, над рыбами месяц белый, крест жёлтый, поле лазоревое.

##### Гербовник Всероссийского дворянства В.А. Дурасова 1906г.
Гербы великих и удельных княжеств древней Руси. Герб княжества Белозерского. В лазоревом поле две серебряные рыбы (прим: породы осетровые), крестообразно расположенные, над которыми серебряный полумесяц, обрященный рогами вверх. В правом углу щита золотой крест.  Сверху щита шапка Мономаха.

## Описание герба
В лазоревом поле две серебряные перекрещенные рыбы (осетровые) под серебряным полумесяцем, в главе слева золотой крест. Сверху герба шапка Мономаха.

## Князья
- Глеб Василькович (1238—1278)
- Михаил Глебович (1278—1279)
- Дмитрий Борисович (1279—1286)
- Михаил Глебович (1286—1293)
- Фёдор Михайлович (1293—1314)
- Роман Михайлович (1314—1339)
- Фёдор Романович (1339—1380)
- Юрий Васильевич (1380—1389)
- Андрей Дмитриевич (1389—1432)
- Михаил Андреевич (1432—1485)

См. также: Белозерские князья — князья Белозерского княжества и их потомки